# 東松山市立桜山小学校
東松山市立桜山小学校（ひがしまつやましりつ さくらやましょうがっこう）は、埼玉県東松山市桜山台にある公立小学校。

## 概要
1984年に開校した旧桜山小学校と1991年に開校した旧緑山小学校を統合して、2006年4月1日に新たに設立された小学校である。施設は旧桜山小学校を使用しており、また学校周辺の道路は桜並木になっている。校名の由来は地域の旧地名の小字から採られた。

## 沿革
出典
- 1984年（昭和59年）4月1日 - 東松山市立高坂小学校から分離して、(旧)東松山市立桜山小学校開校[2]
- 1991年（平成3年）4月1日 - (旧)東松山市立桜山小学校から分離して、東松山市立緑山小学校開校[3]
- 2006年（平成18年）
  - 4月1日 - (旧)桜山小学校及び緑山小学校を統合し、(新)桜山小学校開校[4]
  - 4月10日 - 東松山市教育委員会主催の開校式を挙行する。
  - 4月28日 - 開校記念日を11月13日と制定する。
- 2007年（平成19年）1月24日 - 校歌と校章を制定する。
- 2015年（平成27年）11月13日 - 創立10周年記念式典を挙行する。
- 2016年（平成28年）4月1日 - 小中連携教育特認校制度が始まる。
- 2017年（平成29年）9月27日 - トイレの洋式化が完了する。
- 2018年（平成30年）4月1日 - 校区が拡大される。
- 2019年（令和元年）9月20日 - 校舎の壁面補修工事が完了する。

## 主な進学先
- 東松山市立白山中学校

## 周辺
- 桜山窯跡群（はにわの丘公園）
- 東松山市立白山中学校
- 関越自動車道

## 交通アクセス
- 東武東上線 高坂駅 南西約1.2km
- 高坂駅西口から川越観光バス 東京電機大学本館前ゆき
  - TA11系統（桜山台経由）「桜山小学校」バス停0分
  - TA12系統（白山台郵便局経由）「高坂ニュータウン入口」バス停5分

## 旧東松山市立緑山小学校

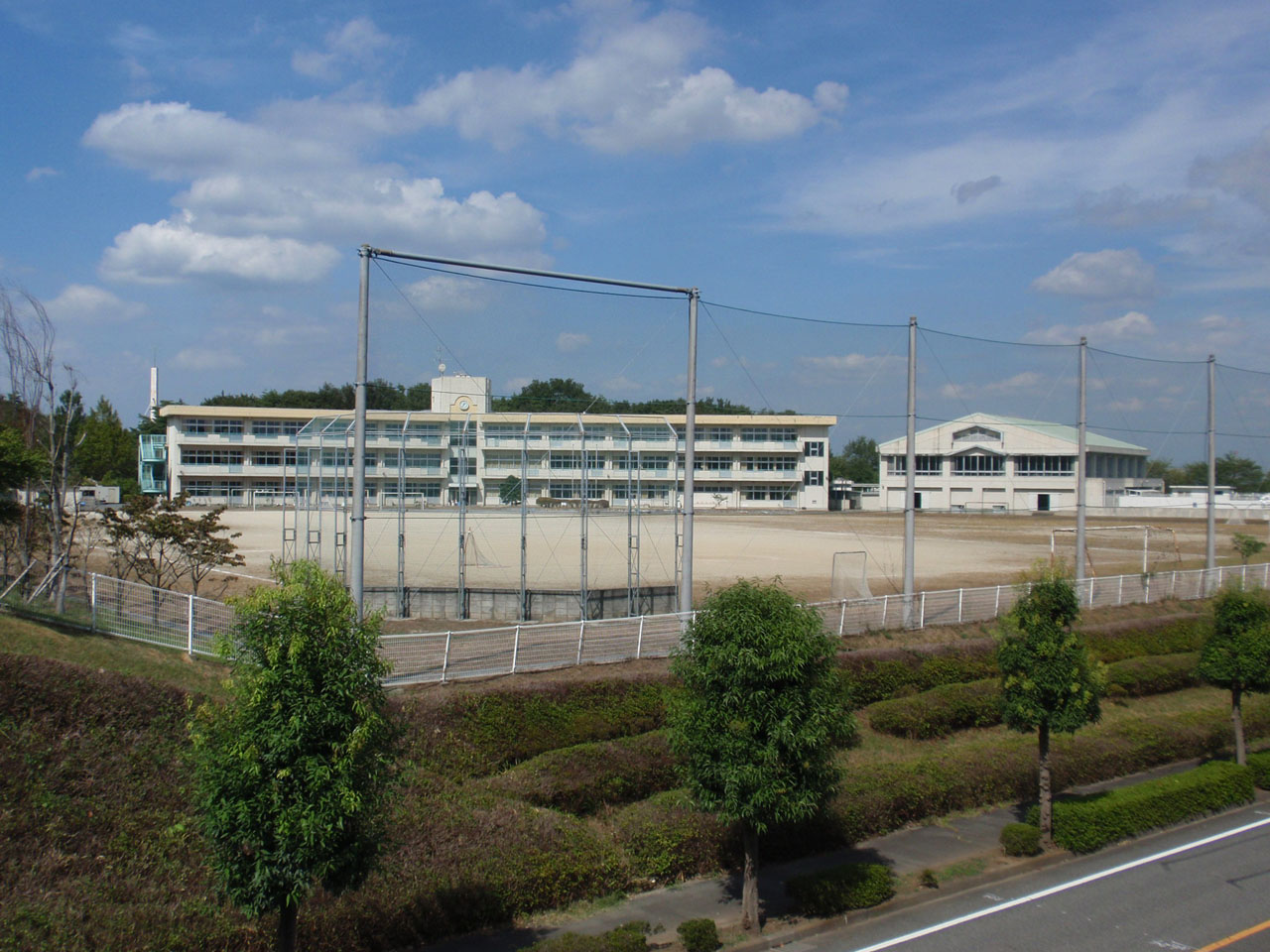
旧緑山小学校全景

緑山小学校は東松山市旗立台3番地に1991年から14年間存在した小学校で、設計時から小学校としては児童人口が一時的に激増する10年程度の短期間使用を前提に、高齢者福祉施設への改装が計画されていたが、後年になって学校施設以外への転用は建設時の国庫補助金や地方債の一括返済が求められることが判明して断念された。その後、緑山小学校周辺の環境を気に入ったアニメーション制作会社の制作スタジオ移転先として候補に挙がっていたが、やはり学校施設以外への転用になることから最終的に断念され、学校施設としての利用が出来るということで学校法人大東文化学園に譲渡され、現在は大東文化大学緑山キャンパスとなっている。